# 内田宏
内田 宏（うちだ ひろし、1918年（大正7年）2月23日 - 2014年（平成26年）8月25日）は日本の外交官。駐フランス大使などを歴任。山梨県出身。

## 略歴
- 1918年（大正7年） - 五郎の長男として生まれる。旧制静岡高校文科丙類[1]を経て
- 1941年（昭和16年） - 東京帝国大学法学部政治学科を卒業、外務省へ入省。
- 1966年（昭和41年）1月 - 外務省大臣官房総務参事官
- 1969年（昭和44年）8月 - ニューヨーク総領事
- 1972年（昭和47年）3月 - 駐ザイール大使
- 1974年（昭和49年）9月 - 外務省大臣官房儀典長
- 1977年（昭和52年）9月 - 駐オランダ大使
- 1982年（昭和57年）2月 - 駐フランス大使
- 1985年（昭和60年）2月 - 退官。
- 1985年（昭和60年）3月 - ソニー顧問
- 2014年（平成26年）8月25日 - 急性呼吸不全のため、東京都渋谷区の病院で死去、96歳[2]。

## 同期
同期に西堀正弘（国連大使）、魚本藤吉郎（駐ソ連大使）、吉野文六（駐独大使）、奈良靖彦（駐加大使）、人見鉄三郎（駐コスタリカ大使）など。